# Ketchum (Oklahoma)
Ketchum – miasto w Stanach Zjednoczonych, w stanie Oklahoma, w hrabstwie Craig.